# 巴戈利诺
巴戈利诺（義大利語：Bagolino），是意大利布雷西亚省的一个市镇。总面积109平方公里，人口3937人，人口密度36.1人/平方公里（2009年）。国家统计（ISTAT）代码为017010。

## 友好城市
- 德国厄廷根 2000年
- 法國莫扎克 2009年